# 文理中学
文理中学（德語：Gymnasium），部份地區也稱，是中等學校教育體系中的一種為進入大學準備的學校。何時進入這種學校，以及這種學校的學習時長，依不同的教育體制而有所區別。在德語中，文理中學的學生被叫作。

## 詞源
“文理中學”一词为古希臘語：，羅馬化：gymnásion）的拉丁語化形式。在古希臘，體育館（Gymnásion）是一個給青年男子是訓練公共競賽中的競賽者的設施，也是進行社會化和從事智力辯論的地方。在體育館中，所有人須裸體訓練，而體育館（Gymnásion）的詞源 古希臘語：，羅馬化：gymnós）亦有裸體之意。
Lyzeum这一名字也来自于古希腊语，并可以追溯到亚里士多德开创的学院。这一名字之后被引申为高等教育的标志，在奥地利与南德较为常用。

## 歷史
文理中學在德語国家的發展：
在現代，最初的授課始於中世紀的修道院學校與市立學校。當時的課程設置基本上都是宗教性的，主要是爲了培養神職人員。16世紀開始的宗教改革使得這些在新教地區的學校逐漸轉變成拉丁語學校，而這些的管理責任則轉移到了當地的侯爵與市政官員身上。这时学校主要还是以教授拉丁语为主，逐渐加入希腊语作为圣经教材。很多文理中学与更高一级别学校有直接联系，可以直接升学。直到18世纪文理中学才开始教授德语和其他现代外语（主要是法语）以及自然科学学科。这期间学校的教学计划经历了多次改革。直到19世纪末，文理中学在德国才对女性开放，同一时期自然科学与现代外语的课程也正式被列入教学计划。自1900年起，德国的三种中学（humanistische Gymnasium、Realgymnasium、Oberrealschule）的学位被认为同等级。第二次世界大战前后，文理中学的常规教育时间被缩短，学生必须在12年级结束后毕业。在德国分裂以后，西德实行了9年的文理中学制度，而东德则改制为4年Oberschule。

## 文理中学的分类
文理中学分为不同类别。如：
- 人文文理中学（HG）：教学重点为古代语言（拉丁语、古希腊语等）
- 语言文理中学（NG）：教学重点为现代语言，有时也以具体语言细分
- 数学-自然科学文理中学（MNG）：教学重点为数学及自然科学，经常也教授现代语言

除这几种常见的文理中学外，还有：
- 职业文理中学：与工作实践紧密相连。教学重点可以为经济、技术、农业、生物科技等
- 艺术文理中学：教学重点为艺术。如美术、音乐等
- 体育文理中学：教学重点为体育项目
- 欧洲文理中学：教学重点为语言。每人需至少学习三门外语

## 不同国家的文理中学
不同国家的教学系统不同，所以文理中学在许多国家的定位也有或多或少的差异。
拥有文理中学的国家有德国、奥地利、瑞士、卢森堡、意大利、列支敦士登、立陶宛、法国、荷兰、波兰、斯洛文尼亚、捷克、斯洛伐克、希腊、塞浦路斯、土耳其、英国、美国、加拿大等。
本页面主要介绍的是德国的文理中学。